# خوسيه أوتشوا
خوسيه أوتشوا (بالإسبانية: José Ochoa)‏ هو مصارع هاوي فنزويلي، ولد في 2 فبراير 1972 في بلنسية في فنزويلا.

## وصلات خارجية
- خوسيه أوتشوا على موقع قاعدة بيانات المصارعة الدولية (الإنجليزية)
- خوسيه أوتشوا على موقع أوليمبيديا (الإنجليزية)